# Amarantka skalna
Amarantka skalna (Lagonosticta virata) – gatunek małego ptaka z rodziny astryldowatych (Estrildidae). Występuje w południowo-wschodnim Senegalu i południowym Mali. Nie jest zagrożony wyginięciem.

## Taksonomia
Po raz pierwszy gatunek opisał George Latimer Bates w 1932. Holotyp pochodził z okolic Koulikoro w Mali. Była to samica odłowiona 25 czerwca 1928. Autor nadał nowemu gatunkowi nazwę Lagonosticta rubricata virata, tym samym uznając amarantkę skalną za podgatunek amarantki zmiennej (L. rubricata). Obecnie (2020) Międzynarodowy Komitet Ornitologiczny uznaje ją za odrębny i monotypowy gatunek, podobnie jak autorzy HBW. Dawniej niektórzy autorzy łączyli amarantkę skalną, czadyjską (L. umbrinodorsalis) i skromną (L. rhodopareia) w jeden gatunek.

## Morfologia
Długość ciała wynosi 10–11 cm, masa ciała – 8,5–10,9 g. U samca wierzch głowy i górne partie ciała są brązowoszare. Kuper i nasada ogona mają głęboką karminowoczerwoną barwę. Sterówki czarne, te zewnętrzne z czerwonymi krawędziami. Po bokach piersi i w górnej części boków ciała obecne białe kropki, jednak w zmiennym natężeniu. Brzuch szary, pokrywy podogonowe czarne. Przód głowy i spód ciała intensywnie czerwone. Dziób niebieskawy z czarną końcówką, często z całkowicie czarnym wierzchem. Obecna wąska różowawa obrączka oczna. Samica jest ubarwiona podobnie do samca, wyróżnia się jaśniejszym upierzeniem.

## Zasięg występowania
Według szacunków BirdLife International zasięg występowania amarantki skalnej zajmuje 368 tys. km². Obejmuje południowo-wschodni Senegal i południowe Mali. W Senegalu do 2011 roku został jednak stwierdzony trzykrotnie – pierwszy okaz pozyskano w maju 1966, jedną parę obserwowano w listopadzie 2009, a w kwietniu 2011 jednego osobnika złapano podczas badań terenowych. Zasięg w Mali ciągnie się wzdłuż górnego Nigru, od Mopti na południe do Bamako i po granicę z Gwineą. Dostępna wiedza o wymaganiach środowiskowych amarantki skalnej pozwala stwierdzić, że może ona występować także w południowo-zachodnim Mali i północno-wschodniej Gwinei.

## Ekologia i zachowanie
Środowiskiem życia amarantek skalnych są półpustynne skaliste tereny z krzewami, trawami i zaroślami oraz skaliste zbocza. Są również spotykane na kamieniach w suchych lasach. Żerują pojedynczo lub parami, czasami w małych grupach. Żywią się nasionami traw, prawdopodobnie również małymi owadami, zwłaszcza termitami. Zaobserwowano, że osobniki trzymane w niewoli chętnie skubią też rosnące trawy i liście niektórych roślin.

### Lęgi
Okres lęgowy trwa od lipca do grudnia. Przynajmniej do 2001 roku w naturze nie odnaleziono gniazda. W niewoli amarantki skalne znosiły 3–5 jaj. Wymiary dla 6 jaj: 14–16 na 11–12 mm. Inkubacja rozpoczynała się po zniesieniu ostatniego jaja i trwała 10–11 dni, krócej niż szacunkowy czas wysiadywania na wolności (11–13 dni). W pierwszym z lęgów samica złożyła 3 jaja, z czego jedno się nie wykluło, a jedno pisklę nie przeżyło. Para kopulowała codziennie i jeszcze podczas wychowywania poprzedniego lęgu – już tylko jednego pisklęcia – samica złożyła kolejne 4 jaja będące drugim lęgiem. Młode z pierwszego lęgu w wieku 25–26 dni poruszało się swobodnie po klatce i zbierało samemu nasiona, dalej jednak było karmione przez ojca. W wieku 36–37 dni było już w pełni samodzielne, choć nadal miało całkowicie szare upierzenie i krótki ogon. Prawdopodobnie wdówka uboga (Vidua larvaticola) jest pasożytem lęgowym amarantek skalnych, a niektóre populacje wcześniej za gospodarzy miały amarantki czarnolice (L. larvata). Choć nie znaleziono (przynajmniej do 2003) lęgów amarantek skalnych z jajami lub młodymi wdówek ubogich, wiadomo że te w swoje pieśni wplatają wszystkie głosy samców L. virata, a wdówki ubogie wychowywane przez ptaki innego gatunku uczą się pieśni swoich przybranych rodziców.

## Status i zagrożenia
IUCN uznaje amarantkę skalną za gatunek najmniejszej troski (LC, Least Concern) od 1998 roku (stan w 2020). Jedynie w 1994 otrzymał klasyfikację „gatunek niższego ryzyka/bliski zagrożenia”. BirdLife International uznaje trend liczebności populacji za prawdopodobnie stabilny. Według autorów HBW jest to gatunek od nieczęstego po lokalnie pospolitego. Głównym zagrożeniem dla amarantek skalnych jest przekształcanie środowiska ich życia. Są również sprzedawane przez lokalnych handlarzy. Bazując na zdjęciach satelitarnych można stwierdzić, że ze względu na podobne środowiska i topografię w Mali i we wschodnim Senegalu amarantki skalne mogą być podobnie pospolite.